# MIXIM☆11
MIXIM☆11 (ミクシム☆イレブン?) è un manga scritto e disegnato da Nobuyuki Anzai, pubblicato sulla rivista Shonen Sunday dell'editore Shogakukan dal 2008 al 2 febbraio 2011, e sarà composto in totale di 12 tankobon.
In Italia, il manga è pubblicato dalla GP Publishing da maggio 2010 a cadenza bimestrale.

## Trama
Il fumetto parla di tre amici per la pelle: Ichimatsu Matsuri, Takezo Sangubashi e Koume Haruno, caratterizzati da un tatuaggio (uguale ma in posti differenti) e uno scopo comune, trovare una ragazza.
Purtroppo i 3 protagonisti sono decisamente impopolari con le donne, fino a quando scopriranno che uno dei 3 potrebbe essere il futuro successore al trono della stella Polaris.
Inizia qui il lungo e avvincente racconto di MIXIM☆11.